# Alain Tabbagh
Alain Tabbagh (* 1947) ist ein französischer Geophysiker.
Tabbagh erhielt 1969 sein Diplom in Physik, passierte 1971 den ersten Teil seiner Promotion (Thèse de 3ème cycle) und 1977 den zweiten Teil (Thèse d´Etat). Ab 1972 war er Assistent an der Universität Paris VI (Pierre et Marie Curie), 1978 Oberassistent (Maitre-Assistant), 1985 Maitre de conférences und 1988 Professor für angewandte Physik. Inzwischen ist er Professor Emeritus.
Er ist für Beiträge im Bereich der geoelektrischen und elektromagnetischen Erkundung oberflächennaher Schichten und die Entwicklung galvanisch getrennter Messgeräte mit kapazitiver Kopplung bekannt. Die Tests fanden in den Straßen von Montreal statt und führten zu kommerziellen Anwendungen. Er demonstrierte die gleichzeitige Aufnahme von elektrischem Widerstand des Bodens und magnetischer Suszeptibilität mit der Slingram-Antennen-Konfiguration mit Anwendungen in Archäologie und Landwirtschaft (3D-Modellierung, Verwendung von Gleichstrom und Wechselströmen mittlerer und hoher Frequenzen).
Er befasste sich auch mit Hydrogeophysik, Umwelt-Geophysik, Hydrogeologie, Bodenkunde, Anwendungen im Tiefbau und in der Archäologie sowie der oberflächennahen geothermischen Erkundung (mit Entwicklung neuer Messgeräte und FEM-Modelle). 1981 bewies er mit Perisset die Anwendung von Infrarot-Erkundung in der Archäologie.
2015 erhielt er den Conrad Schlumberger Award. 2012 leitete er die Near Surface Geoscience Conference in Paris.

## Schriften
- mit M. C. Perisset: Interpretation of thermal prospection on bare soils. Archaeometry, Band 23, 1981, S. 169–189.
- Methodes de prospection electromagnetique applicables aux problemes archeologiques. Archaeophysika, Band 5, 1974, S. 350–437.
- Applications and advantages of the slingram EM method for archaeological prospecting. Geophysics, Band 51, 1986, S. 576–584.